# Aeroportul Anaco
Aeroportul Anaco (IATA: AAO, ICAO: SVAN) este un aeroport din Anaco⁠(d), Parroquia Anaco⁠(d), Municipio Anaco⁠(d), Anzoátegui, Venezuela ce deservește zona Anaco⁠(d). A fost numit după zona deservită.
Situat la o altitudine de 220 m, aeroportul dispune de o singură pistă.